# 2e régiment de Marines (États-Unis)

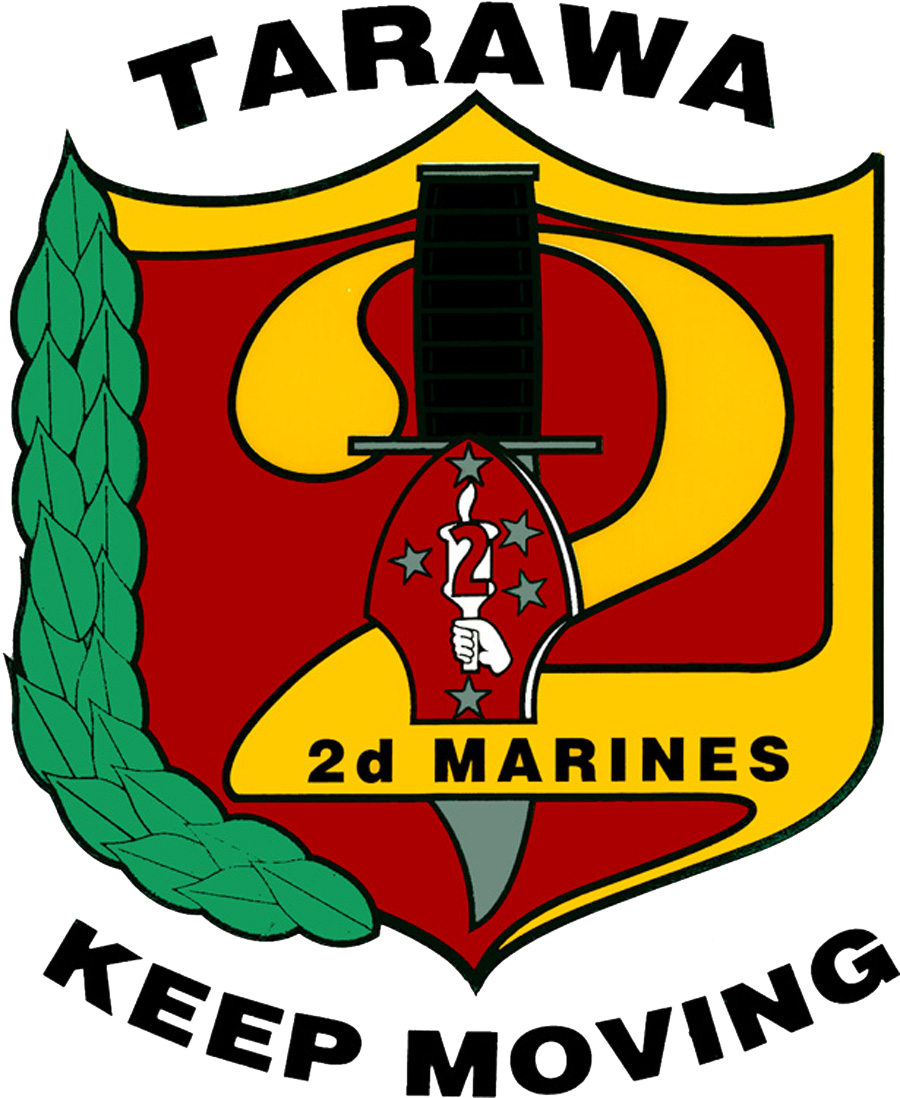
Insigne du 2e régiment de Marines

Le 2e régiment de Marines est un régiment du corps des Marines des États-Unis.